# Gunki monogatari
A gunki monogatari (軍記物語, 'háborús krónikák') a Kamakura-korban (1185–1333) és a Muromacsi-korban (1333–1568) született, rendszerint több szerzőtől származó, néha melankolikus, néha nagyon is realista japán „históriás énekek” ütközetekről, háborúkról, amelyeket vak vándorkobzosok (biva hósi) regéltek s őriztek meg az emlékezetnek. Nyelvük erőteljes, kifejező, az elegáns udvari és a kifejlődő szamurájstílus ötvözete. Ide tartoznak: Hógen monogatari (Hógen-lázadás), Heidzsi monogatari (Heidzsi-lázadás), Heike monogatari, Gikeiki, Taiheiki, Szoga monogatari. A bennük foglalt történetek és figurák gyakori etalonjai nemcsak a nó-, kabuki- és bunrakudaraboknak, hanem a modern történelmi és kalandfilmeknek is.